# Lucien Adam

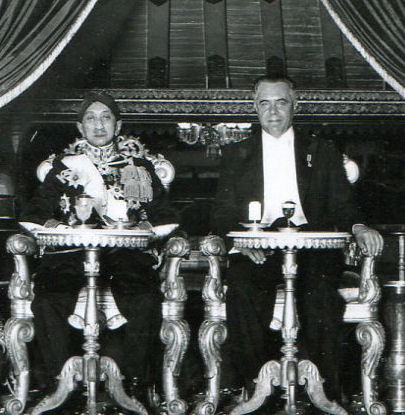
Hamengkoeboewono VIII (links) en Lucien Adam

Lucien Adam (Tanjungsari (Panarukan), Nederlands-Indië, 8 oktober 1890 - Den Haag, 28 september 1974) was van 1912 tot 1942 bestuursambtenaar in voormalig Nederlands-Indië.

## Personalia
Hij werd geboren in Tanjungsari (afdeling Panarukan, Oost-Java, Nederlands-Indië), als zoon van Lawrence Adam, administrateur van een suikerfabriek in Nederlands-Indië en Josephine Bernardine Frohnhäuser. Hij is in 1912 getrouwd met Jeannette Gerardina de Vries en had een zoon.
Adam stamde uit een familie die sinds twee generaties in Nederlands-Indië woonde en in de cultures werkzaam was. Zijn stiefgrootvader en zijn vader bekleedden belangrijke functies in handels- en producentenverenigingen. Hij voltooide zijn lagere school in Amersfoort en doorliep daarna de Rijks HBS in die plaats. In 1909 liet hij zich inschrijven in Leiden voor de studie Indologie en hij legde het groot-ambtenaarsexamen in 1912 af. In deze periode liet hij zich niet alleen doopsgezind dopen, maar werd ook vrijmetselaar, te Amersfoort.

## Carrière
Eind 1912 trad hij in dienst bij het Binnenlands Bestuur in Nederlands-Indië. Tot 1917 was hij als administratief ambtenaar en controleur in Banyuwangi en Kediri werkzaam. In 1917 werd hij op zijn verzoek voor drie jaar overgeplaatst naar de Minahasa, met als standplaats Menado. In dat gebied ontwikkelde hij zijn interesse voor de dorpssamenlevingen en de adatstructuren, ook geïnspireerd door Van Vollenhovens werk over het adatrecht, dat hij in de toen verschijnende afleveringen ontving. 
In 1919 begeleidde hij het lid van de Raad van Indië Jacob Hendrik Liefrinck bij diens onderzoek naar misstanden in de Minahasa en kon alle volksvergaderingen bijwonen. Liefrinck stelde hem in de gelegenheid een persoonlijke boodschap aan de directeur Binnenlands Bestuur in Batavia over te brengen. In deze tijd nam hij ook het initiatief tot een serie artikelen in de Bijdragen tot de Taal-, Land- en Volkenkunde over de Minahasa.
Tijdens zijn eerste van drie plaatsingen in Yogyakarta kon hij zijn kennis van het adatrecht in de praktijk brengen toen een grote achterstand in het afhandelen van aanvragen om eigendoms- en opstalrechten weggewerkt moest worden. In zijn studieverlof tussen 1921 en 1924 zette hij dat voort door voor zijn promotie in de rechtswetenschap in Leiden het onderwerp De autonomie in het Indonesische dorp te kiezen. Het woord “Indonesisch” gaf al aan hoe hij over de verhoudingen in de kolonie dacht. Later zou Resink hem dan ook als een “post neo-ethicus” typeren. Hoewel hij toen al met Van Mook had kennis gemaakt en zij studie- en maçonnieke banden hadden, kan niet hard gemaakt worden dat hij actief aan de toenmalige Stuw-groep deelnam. Uit een korte briefwisseling in 1948 met Van Mook blijkt dat hij diens opvattingen bepaald niet afwees.
Hij voelde zich zeer verbonden met het Yogyase vorstenhuis en de daar nog levende adatgebruiken. Deze opvatting kon hij verder uitbouwen in zijn ambtsperiode als assistent-resident in Yogyakarta. De periode als resident van het regentschap Madiun in Oost-Java moet als een noodzakelijke voorbereiding beschouwd worden op zijn benoeming in 1939 tot gouverneur van Yogyakarta. Zijn vuurproef kwam toen hij kort na zijn benoeming met een troonswisseling door het overlijden van sultan Hamengkoeboewono VIII geconfronteerd werd. Niet alleen moest hij ambtshalve het sultansgezag waarnemen, maar ook moest hij met de Nederlands opgevoede en in Nederland opgeleide kroonprins Dorodjatun over een nieuw bestuurscontract onderhandelen. Bij de kroningsceremonie op 18 maart 1940 toonde hij zijn respect voor de autonome waardigheid van het sultanaat door te breken met de gewoonte dat de sultan gearmd met hem moest lopen. Een late erkenning hiervoor kreeg hij in 1969, toen hem gevraagd werd een bijdrage aan de officiële biografie van de sultan te leveren.

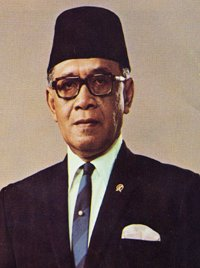
Hamengkoeboewono IX

## Na de Indonesische onafhankelijkheid
Na het einde van de Tweede Wereldoorlog bekleedde Adam geen officiële functie meer. In 1948 ging hij werken bij het Afrika-Instituut van de Universiteit Leiden en daar is hij tot ongeveer 1960 werkzaam gebleven. In die jaren verscheen bij de Leidse Universitaire Pers een groot aantal monografieën van zijn hand over landen en ontwikkelingen in Afrika.
Hij onthield zich in de naoorlogse jaren van elke openlijke uiting over de verhouding met Indonesië. Wel liet hij sultan Hamengkoeboewono IX in 1969 merken hoe zijn opvattingen lagen, toen hij hem feliciteerde met het feit dat hij door zijn ondersteuning van de Republik Indonesia erin geslaagd was het bestuur over zijn vorstendom te handhaven, doordat het sultanaat als Daerah Istimewa deel van de republiek uitmaakt. (Indonesië kent slechts een zeer beperkt aantal van deze "Bijzondere Regio's", en aan Yogyakarta werd deze status toegekend als blijk van erkentelijkheid van de natie voor de keuze, gemaakt door Hamengkoeboewono IX, die zich tijdens de onafhankelijkheidsstrijd tegen de Nederlanders resoluut aan de zijde van de nationalisten had geschaard. Yogyakarta is in de beginperiode zelfs de hoofdstad van het nieuwe Indonesië geweest.)
- Gemeinsame Normdatei: 171667093
- International Standard Name Identifier: 0000 0000 8233 5349
- Library of Congress Control Number: n83131600
- Nationale Bibliotheek van Israël: 987007274525305171
- Nederlandse Thesaurus van Auteursnamen: 073078174
- Système universitaire de documentation: 154823198
- Virtual International Authority File: 53063785
- WorldCat: E39PBJccfBCJgHVQFMjxQKCWjC